# Endevinadora de paper

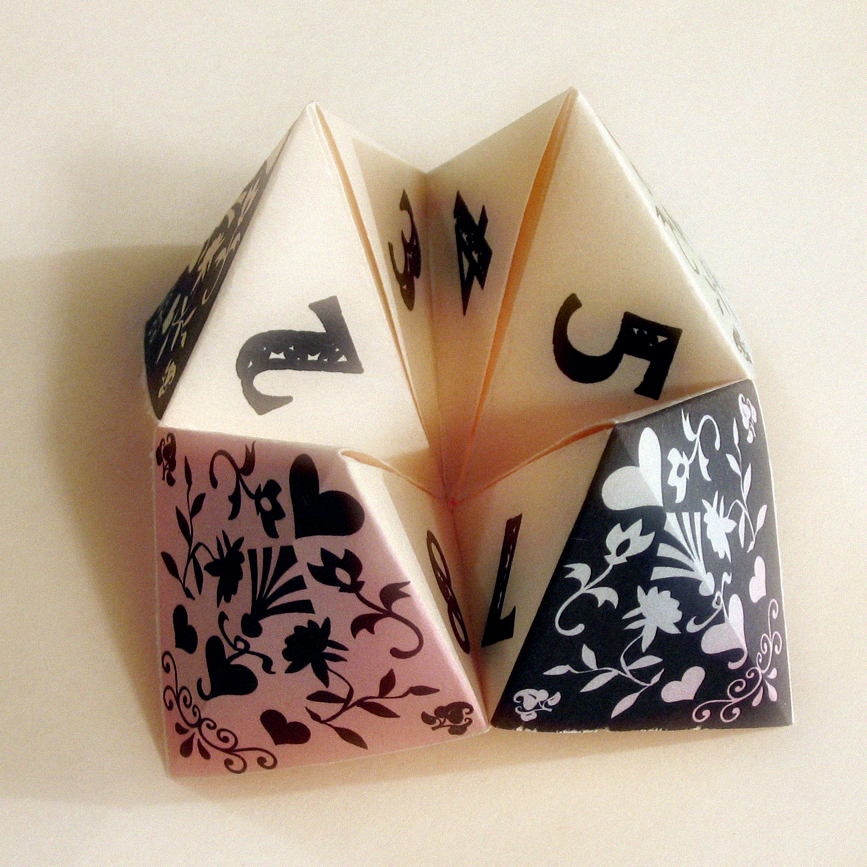
El joc de l'endevinadora de paper

El joc l'endevinadora de paper és un origami que permet de jugar a l'endeví.

## Història
Aquesta forma es va introduir al món de llengua anglesa com una "salera" al llibre d'origami del 1928 "Fun with Paper Folding". L'ús d'endevinadores de paper a Anglaterra s'ha registrat a comptar de la dècada del 1950 Encara que la frase "cootie catcher" s'ha utilitzat amb altres significats als Estats Units durant molt més de temps, aquest ús als Estats Units remunta almenys a la dècada de 1960..

## Endevinació
Per a utilitzar l'endevinadora, la persona que endevina sosté les quatre cantonades del paper amb els dits índex i els polzes d'ambdues mans, mantenint dos parells de cantons junts i els altres dos parells separats de manera que tan sols resti visible la meitat dels costats interiors dels cantons.
Les manipulacions es realitzen mitjançant diversos mètodes similars. En un mètode comú, el jugador fa una qüestió a la persona que té l'endevinador; el dispositiu respondrà a aquesta demanda. Aleshores, el titular demana un nombre o una color. Un cop triat el nombre o color, el titular utilitza els dits per a passar entre els dos grups de colors i nombres dins de l'endevinadora. El titular canvia aquestes posicions un cert nombre de vegades, determinat pel nombre de lletres del color seleccionat, el nombre triat a l'origen o la suma de les dues coses. Després que el portador ha acabat de canviar les posicions de l'endevinadora, el jugador tria una de les gires revelades. Aquestes gires sovint tenen colors o nombres. Aleshores, el titular aixeca la gira i revela la fortuna que hi ha a sota. Les etapes es poden repetir.,

## Construcció
